# Thomas Meunier
Thomas Meunier (n. 12 septembrie 1991, Sainte-Ode, Valonia, Belgia) este un fotbalist belgian, care joacă pe post de fundaș lateral la Lille în Ligue 1. Pe plan internațional, are prezențe la națională pentru Belgia, Belgia U15⁠(d) și Belgia U21⁠(d).

## Palmares
Club Brugge
- Belgian Pro League: 2015–16
- Belgian Cup: 2014–15

Paris Saint Germain
- Ligue 1: 2017–18[6]
- Coupe de France: 2017–18[7]
- Coupe de la Ligue: 2016–17, 2017–18
- Trophée des Champions: 2016, 2017

## Legături externe
Materiale media legate de Thomas Meunier la Wikimedia Commons
- en Player info at the Club Brugge official site
- fr Player info at walfoot.be
- en Belgium Stats at Belgian FA